# 23032 Фоссі
23032 Фоссі (23032 Fossey) — астероїд головного поясу, відкритий 3 грудня 1999 року.
Тіссеранів параметр щодо Юпітера — 3,330.